# 2K

Risoluzione dei vari schermi

La risoluzione 2K è un termine generico coniato dal consorzio DCI per i display o file video che hanno una risoluzione orizzontale di approssimativamente 2 000 pixel, con un rapporto d'aspetto di circa 17:9. Digital Cinema Initiatives (DCI) definisce una risoluzione 2K standard una con 2048×1080 pixels.
La sigla 2K è spesso erroneamente utilizzata. Infatti per i monitor PC con 2K si identifica la risoluzione 2560 × 1440, propriamente detta Quad HD (QHD o WQHD).

## Varie risoluzioni
| Formato                            | Risoluzione | Proporzione dello schermo | Pixels totali |
| ---------------------------------- | ----------- | ------------------------- | ------------- |
| DCI 2K (Risoluzione nativa)        | 2048 × 1080 | 1.90:1 (256:135, ~17:9)   | 2,211,840     |
| DCI 2K (Ritagliato in Widescreen)  | 1998 × 1080 | 1.85:1                    | 2,157,840     |
| DCI 2K (Ritagliato in CinemaScope) | 2048 × 858  | 2.39:1                    | 1,755,135     |